# Dole pri Krašcah
Dole pri Krašcah je naselje v Občini Moravče. Leži okoli 3 km zahodno od Moravč.
Najpomembnejši objekt v vasi je podružnična cerkev sv. Andreja s samostojnim zvonikom, ki jo je včasih obdajal tabor. Zvonik, ki stoji za zidcem , ima dve strelni lini, zgoraj je baročno nadzidan. Cerkev ima tristrano sklenjen poznogotski prezbiterij, centralno, s kupolo obokano poznobaročno ladjo in klasičistično fasado. Pod moravškim županom Milanom Balažicem je bil v kraju postavljen astronomski observatorij.